# Gelasma goniaria
Gelasma goniaria är en fjärilsart som beskrevs av Felder 1875. Gelasma goniaria ingår i släktet Gelasma och familjen mätare. Inga underarter finns listade i Catalogue of Life.